# A haldokló detektív

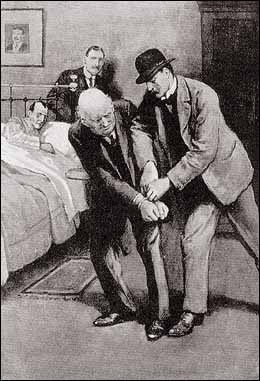
"A haldokló detektív" Walter Paget (1863–1935) korabeli illusztrációján.

A haldokló detektív (eredeti címén: The Adventure of the Dying Detective) egyike a skót író, Sir Arthur Conan Doyle Sherlock Holmesról írt 56 novellájának. Az 1913-ban publikált és 1890-ben Londonban játszódó mű 7 további művel együtt alkotja az Az utolsó meghajlás című kötetet.

## Történet
Dr. Watsont a Baker Street 221B-be hívják, hogy viselje gondját barátjának, Sherlock Holmesnak, aki éppen egy nagyon ritka ázsiai betegségtől szenved, amit akkor kapott meg, amikor Rotherhithe-ban járt. Watsont megrázza, hogy nem tud semmit barátja betegségéről. Holmes házvezetőnője, Mrs. Hudson szerint már három napja nem evett és nem ivott semmit sem.
Megérkezésekor nagyon rossz állapotban találta Holmest, aki számos különös kéréssel fordul hozzá. Watson nem közelítette meg barátját a kór erősen fertőző volta miatt. Ő nem segíthet a detektíven, csak az a valaki akit Holmes nevez meg. Ez a valaki nem más, mint Mr. Culverton Smith, a ritka betegség egyetlen szakértője akit azonban Holmes korábban meggyanúsított Smith unokaöccse rejtélyes halálakor. Watson megígéri barátjának, hogy hamarosan elhozza Culverton Smitht, akinek Holmes kérése Watson nélkül kell megjelennie.
Watson elmegy a Holmes által megadott címre, de Smith először visszautasítja a kérést. Amikor azonban Watson keményebb eszközökhöz folyamodik, és nyíltan kimondja, hogy Sherlock Holmes haldoklik, Culverton Smith véleménye teljesen megváltozik. Habár egy pillanatra elégedettnek tűnt Smith ábrázata, később inkább gondterheltnek látszott. A haldokló kérését meghallgatva végül beleegyezett, abba, hogy meglátogassa őt. Watsonnak egy másik betegére való hivatkozás szolgált ürügyként, s Culverton Smith egyedül indult el a Baker Street felé. Watson még Smith előtt visszatér Holmes házába.
Holmes megelégedéssel veszi tudomásul, hogy Smith útban van hozzá, majd pedig megkéri Watsont, hogy rejtőzzön el a szobájában. Ő így is tett, s alighogy teljesítette barátja kívánságát, Culverton Smith megérkezett.
Abban a tudatban, hogy egyedül vannak, Culverton Smith nagyon nyíltan beszél a haldokló detektívvel, s így Watson legnagyobb megrökönyödésére kiderül, hogy Smith unokaöccse éppen abba a betegségbe halt bele, ami Holmest is megfertőzte. Mivel azt hiszi, hogy Holmes a halál kapujában áll, és biztos benne, hogy nem árulhatja el senkinek sem titkát, bevallja, hogy ő ölte meg unokaöccsét, mégpedig ezzel, a csak általa tanulmányozott kór segítségével. Meglátja a kis elefántcsont dobozt, amit ő küldött Holmesnak, és amiből egy éles, megfertőzött rugó állt ki. Elveszi ezt a detektív polcáról, s ezzel a bűncselekménye egyetlen bizonyítékát tünteti el. Aztán úgy dönt, hogy ott marad, megvárja és végignézi Holmes halálát.
Holmes megkéri Smitht, hogy kapcsolja fel a lámpákat, aki ezt meg is teszi. Továbbá vizet és cigarettát kér látogatójától. Ekkor színre lép Morton felügyelő – akinek a lámpa felkapcsolásával maga Smith adta meg a jelet – és letartóztatja Culverton Smitht unokaöccse meggyilkolásáért. Smith, aki most is olyan arrogáns, mint mindig, természetesen mindent tagad, de hiába, hiszen a rejtekhelyéről mindent halló dr. Watson Smith beismerő vallomásának fül- és szemtanúja volt.
Sherlock Holmes természetesen nem haldoklott. Ez csak egy trükk volt, hogy kicsalja Culverton Smithtől a vallomását, és rábizonyíthassa a gyilkosságot. A detektívet nem fertőzte meg Smith küldeménye. Holmes olyan sok ellenséget szerzett magának az évek során, hogy megtanulta megvizsgálni a postáját, mielőtt kibontja azt. A három napi éhezés a vazelin a rúzs és a méhviasz nagy távolságból elhitették Culverton Smithel és Watson doktorral is, hogy halálos beteg, de közelebbről észrevették volna a csalást.

## Feldolgozások
- 1921-ben bemutatott film Eille Norwood főszereplésével
- 1947-es rádiósorozat Sherlock Holmes új kalandjai címmel, amiben Tom Conway alakította Sherlock Holmest és Nigel Bruce játszotta dr. Watsont.
- 1951-es tv-sorozat Alan Wheatley főszereplésével
- 1994-es Sherlock Holmes emlékiratai című tv-sorozat Jeremy Brett, Edward Hardwicke, és Jonathan Hyde főszereplésével.

Ez utóbbi feldolgozás hűen adja vissza az eredeti történetet, de egy kissé kibővített változat. Sokkal több részletet közöl Smith unokaöccséről, Viktorról, akit Culverton Smith unokatestvéreként mutat be. Ezenkívül a végén Watson megakadályozza, hogy Smith megfertőzze magát a rugókkal – amiket a feldolgozásban két szeggel helyettesítenek – és így legyen öngyilkos.
- 2017-es Sherlock-feldolgozás, A hazug detektív címmel. Ez a változat csak nagy vonalakban emlékeztet az eredeti műre, de számos elemét felhasználta.

## Fordítás
- Ez a szócikk részben vagy egészben  a   The Adventure of the Dying Detective című angol Wikipédia-szócikk ezen változatának fordításán alapul.  Az eredeti cikk szerkesztőit annak laptörténete sorolja fel. Ez a jelzés csupán a megfogalmazás eredetét és a szerzői jogokat jelzi, nem szolgál a cikkben szereplő információk forrásmegjelöléseként.